# Nautical Almanac
Der Nautical Almanac (Nautical almanac and astronomical ephemeris) ist ein astronomisches Jahrbuch von etwa 300 Seiten, das speziell für die rasche Astronavigation auf See konzipiert ist. Der erste Almanach des britischen Royal Greenwich Observatory erschien 1767 und war das erste verfügbare Mittel, um auf Schiffen die geografische Länge aus gemessenen Monddistanzen zu bestimmen. Bald wurden auch Tabellen für die Sonne und die Planeten aufgenommen. 
Der Almanach erscheint jeweils ein Jahr im Voraus und enthält stündliche Ephemeriden für Sonne, Mond und die fünf hellen Planeten, die tagesaktuellen scheinbaren Sternörter von 57 Navigationssternen sowie Angaben zur Dämmerung. Er ist auf eine Genauigkeit von 0,1′ (Bogenminuten) ausgelegt, was für die Nautik ausreicht und langwierige Interpolationen der Tabellenwerte erübrigt. Auch die Zeitkorrektur dUT1 kann entfallen, weil die Koordinaten für eine vorausberechnete Erdrotation (UT1) gelten.
Bis Mitte des 20. Jahrhunderts war der Almanach ein umfangreicheres Jahrbuch, das viele Staaten und Institute in Eigenregie herausgaben (z. B. Heidelberger und Berliner Astronomisches Jahrbuch). Als diese mehrfach-redundante Arbeit durch internationale Kooperation ersetzt wurde, blieben die „Schnellverfahren“ beim Nautical Almanac, während ein Großteil der präziseren Vorausberechnungen an das Heidelberger Institut ging (siehe Astronomisches Rechen-Institut und FK5).
Der Nautical Almanac erscheint in zwei identischen Editionen für das Vereinigte Königreich und die Vereinigten Staaten (Nautical Almanac Offices HM, London Secretary of State, bzw. United States Naval Observatory, Washington) sowie in Lizenzausgaben für circa zehn andere Sprachen.
- ISBN 0-11-887322-9, ISSN 0077-619X

## Anmerkung
1. ↑  0,1 Bogenminuten sind 6″ (Bogensekunden), was 0,4 s (Zeitsekunden) entspricht.